# Mike Wyatt (Footballtrainer)
William Michael „Mike“ Wyatt (* 1955; † 5. Dezember 2010) war ein US-amerikanischer Footballtrainer.

## Leben
Der aus Grandfield im US-Bundesstaat Oklahoma stammende Wyatt studierte bis 1982 an der Oklahoma Panhandle State University. Er war dort von 1979 bis 1981 Assistenztrainer der Footballmannschaft, arbeitete dann als Footballtrainer an der Atoka High School in Oklahoma und von 1986 bis 1989 als Assistenztrainer an der University of Wisconsin-Stout. Er zeichnete dort für die Koordinierung des Angriffsspiels verantwortlich.
Wyatt führte die schwedische Mannschaft Stockholm Nordic Vikings als Cheftrainer in den Jahren 1994 und 1995 zum Gewinn der länderübergreifenden Football League of Europe. 1996 war Wyatt Cheftrainer des Dodge City Community College im US-Bundesstaat Kansas. Von 1998 bis 2003 hatte der US-Amerikaner bei den Rüsselsheim Razorbacks in der höchsten deutschen Spielklasse GFL das Cheftraineramt inne. 1999, 2002 und 2003 gewann die Mannschaft unter seiner Leitung die Hauptrundenmeisterschaft in der Südstaffel, 2003 stieß man bis ins Halbfinale um die deutsche Meisterschaft vor. Nach seiner Rückkehr in die Vereinigten Staaten arbeitete Wyatt ab 2004 als Cheftrainer und Geschäftsführer von RiverCity Rage, einer in St. Louis ansässigen Mannschaft der Hallenfootballliga NIFL.
2007 übernahm er an der Oklahoma Panhandle State University das Amt des Cheftrainers. Unter seiner Leitung bestritt die Mannschaft 2010 erstmals seit 2004 wieder eine Saison, in der sie mehr Siege als Niederlagen einfuhr. Wyatt, der Vater einer Tochter war, starb im Alter von 55 Jahren an einem Herzanfall.